# پایگاه نیروی هوایی پاکستان در شهباز
 پایگاه نیروی هوایی پاکستان در شهباز (به انگلیسی: PAF Base Shahbaz) یک فرودگاه نظامی و همگانی با کد یاتا JAG است که یک باند فرود آسفالت دارد و طول باند آن ۳۰۶۰ متر است. این فرودگاه در کشور پاکستان قرار دارد و در ارتفاع ۵۶ متری از سطح دریا واقع شده است.